# Hermanville (Seine-Maritime)
Hermanville ist eine französische Gemeinde mit 116 Einwohnern (Stand: 1. Januar 2022) im Département Seine-Maritime in der Region Normandie (vor 2016 Haute-Normandie). Sie gehört zum Arrondissement Dieppe und zum Kanton Luneray (bis 2015 Bacqueville-en-Caux). Die Einwohner werden Hermanvillais genannt.

## Geographie
Hermanville liegt etwa 23 Kilometer südwestlich von Dieppe im Pays de Caux. Umgeben wird Hermanville von den Nachbargemeinden Thil-Manneville im Norden, Auppegard im Osten, Bacqueville-en-Caux im Süden, Lammerville im Süden und Südwesten sowie Brachy im Westen.

## Bevölkerungsentwicklung
| Jahr                      | 1962 | 1968 | 1975 | 1982 | 1990 | 1999 | 2006 | 2013 |
| Einwohner                 | 102  | 119  | 101  | 110  | 132  | 111  | 115  | 111  |
| Quelle: Cassini und INSEE |      |      |      |      |      |      |      |      |

## Sehenswürdigkeiten

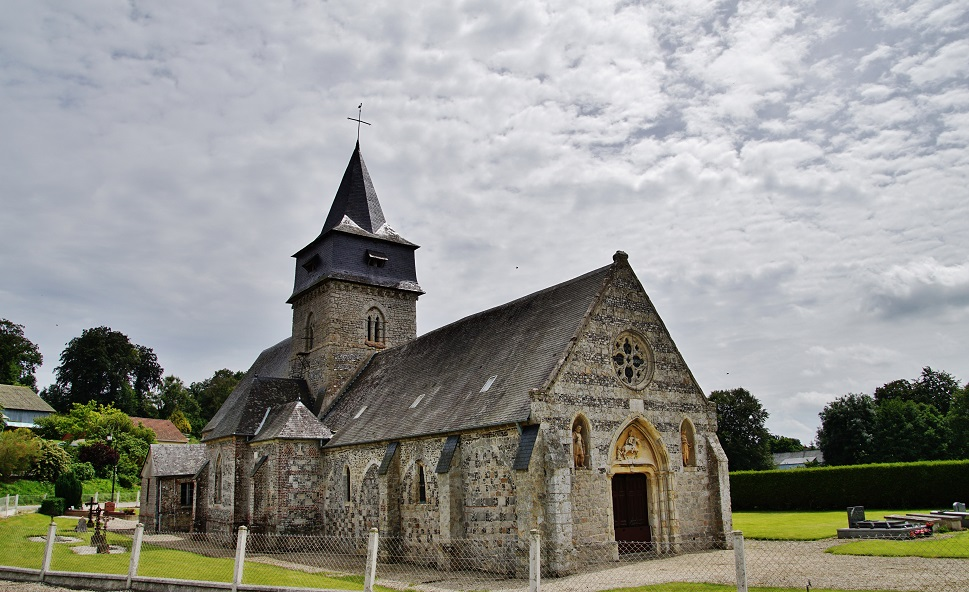
Kirche Saint-Martin

- Kirche Saint-Martin